# Erarich
Erarich († 541) war im Jahr 541 fünf Monate König der Ostgoten.
Erarich war Rugier und damit Mitglied eines verwandten Volkes, das sich den Ostgoten angeschlossen hatte. Er kam als Nachfolger von Hildebad auf den Thron, wurde aber von vielen ostgotischen Adligen nicht anerkannt. Stattdessen wurde Totila, Neffe des Hildebad und Kommandeur der Festung Treviso, zum König erhoben, und Erarich wurde im Oktober 541 auf dessen Anweisung ermordet.
Erarich hatte sich an den oströmischen Kaiser Justinian I. gewandt, in der Hoffnung, den Gotenkrieg endgültig zu beenden. Er soll dem Kaiser durch enge Vertraute in Form einer offiziellen gotischen Delegation den Vorschlag unterbreitet haben, den Ostgoten ein Gebiet in Oberitalien nördlich des Po zu überlassen. Dort hätten die Ostgoten Erarichs als kaiserliche Foederaten gesiedelt. Im Jahr 540 hatte Justinian einen solchen Plan schon einmal formuliert, als er noch mit Witigis verhandelt hatte. Justinian war geneigt, dem Plan zuzustimmen, jedoch soll es Erarich insgeheim laut dem Geschichtsschreiber Prokopios nur darum gegangen sein, seine Krone gegen den Titel eines patricius und eine hohe Geldsumme einzutauschen.